# Volksbank Schupbach
Die Volksbank Schupbach eG ist eine Genossenschaftsbank mit Sitz im Ortsteil Schupbach der hessischen Gemeinde Beselich im Landkreis Limburg-Weilburg.

## Geschichte
Die Volksbank Schupbach eG wurde am 7. Juni 1902 gegründet und hat sich bis heute ihre Eigenständigkeit bewahrt.

## Rechtsverhältnisse
Die Volksbank Schupbach eG ist im Genossenschaftsregister beim Amtsgericht Limburg unter GnR 152 eingetragen.

## Organisationsstruktur
Rechtsgrundlagen sind das Genossenschaftsgesetz und die durch die Generalversammlung beschlossene Satzung. Organe der Bank sind der Vorstand, der Aufsichtsrat und die Generalversammlung.

## Sicherungseinrichtung
Die Volksbank Schupbach eG ist der amtlich anerkannten Sicherungseinrichtung des Bundesverbandes der Deutschen Volksbanken und Raiffeisenbanken GmbH und der zusätzlichen freiwilligen Sicherungseinrichtung des Bundesverbandes der Deutschen Volksbanken und Raiffeisenbanken e.V. angeschlossen.

## Geschäftsausrichtung
Die Volksbank Schupbach eG betreibt das Universalbankgeschäft. Im Verbundgeschäft arbeitet sie mit der DZ Bank, R+V Versicherung, Bausparkasse Schwäbisch Hall, Teambank, VR Leasing,  DZ Hyp und der Union Investment zusammen.

## Geschäftsgebiet
Das Geschäftsgebiet liegt zentral im Landkreises Limburg-Weilburg.
Neben der Geschäftsstelle am Sitz der Bank wird eine weitere Geschäftsstelle in Obertiefenbach betrieben.